# Сизма (приток Великой)

Сизма — река в России, протекает в Мурашинском, Юрьянском и Орловском районах Кировской области. Устье реки находится в 35 км по правому берегу реки Великая. Длина реки составляет 42 км, площадь водосборного бассейна 415 км². В 6,4 км от устья принимает справа реку Ромовица.
Исток реки на холмах Северных Увалов в 37 км к северо-западу от посёлка Юрья. Река течёт на юго-восток, русло извилистое. В среднем течении близ реке стоят деревни Сусловы и Поломоховщина (Верховинское сельское поселение), других населённых пунктов на реке нет. Притоки — Повечерняя, Ромовица (правые); Пьяна (левый). Почти всё течение проходит по территории Юрьянского района, в верховьях река образует его границу с Мурашинским районом, а в низовьях — границу с Орловским районом. Впадает в Великую напротив села Великорецкое. Ширина реки перед устьем - 12 метров.

## Данные водного реестра
По данным государственного водного реестра России относится к Камскому бассейновому округу, водохозяйственный участок реки — Вятка от города Киров до города Котельнич, речной подбассейн реки — Вятка. Речной бассейн реки — Кама.
По данным геоинформационной системы водохозяйственного районирования территории РФ, подготовленной Федеральным агентством водных ресурсов:
- Код водного объекта в государственном водном реестре — 10010300312111100034471
- Код по гидрологической изученности (ГИ) — 111103447
- Код бассейна — 10.01.03.003
- Номер тома по ГИ — 11
- Выпуск по ГИ — 1